# 1351
1351 (MCCCLI) a fost un an obișnuit al calendarului iulian, care a început într-o zi de luni.

## Nașteri
- 1 noiembrie: Leopold al III-lea, Duce al Austriei duce de Austria, Stiria, Carintia, Craina, Tirol (d. 1386)
- 16 octombrie: Gian Galeazzo Visconti duce al Milanului (d. 1402)
- 29 ianuarie: Jobst, Margraf al Moraviei margraf al Moraviei, duce de Luxemburg, rege romano-german, margraf de Brandenburg (d. 1411)

## Decese
- 20 martie: Muhammad bin Tughluq  (n. 1290)
- dată necunoscută: Leonor de Guzmán  (n. 1310)
- 15 noiembrie: Ioana de Pfirt  (n. 1300)